# Tympanistes rufimacula
Tympanistes rufimacula är en fjärilsart som beskrevs av W. Warren 1916. Tympanistes rufimacula ingår i släktet Tympanistes och familjen trågspinnare. Inga underarter finns listade i Catalogue of Life.